# 449 (szám)
A 449 (római számmal: CDXLIX) egy természetes szám, prímszám.

## A szám a matematikában
A tízes számrendszerbeli 449-es a kettes számrendszerben 111000001, a nyolcas számrendszerben 701, a tizenhatos számrendszerben 1C1 alakban írható fel.
A 449 páratlan szám, prímszám. Pillai-prím. Normálalakban a 4,49 · 102 szorzattal írható fel.
Proth-prím, azaz k · 2ⁿ + 1 alakú prímszám.
A 449 négyzete 201 601, köbe 90 518 849, négyzetgyöke 21,18962, köbgyöke 7,65741, reciproka 0,0022272. A 449 egység sugarú kör kerülete 2821,15020 egység, területe 633 348,22056 területegység; a 449 egység sugarú gömb térfogata 379 164 468,0 térfogategység.
A 449 helyen az Euler-függvény helyettesítési értéke 448, a Möbius-függvényé −1.